# Тайфур Алієв
Тайфур Алієв (азерб. Tayfur Əliyev; 1 січня 1997, Нахічевань) — азербайджанський боксер, призер Європейських ігор 2015.

## Аматорська кар'єра
2013 року Тайфур Алієв став срібним призером чемпіонату Європи серед юніорів.
2015 року на Європейських іграх здобув дві перемоги, а у півфіналі програв Бахтовару Назірову (Росія).
На чемпіонаті Європи 2017 програв Курту Волкеру (Ірландія).
На Європейських іграх 2019 програв у другому бою Миколі Буценко (Україна).
На чемпіонаті світу 2019 здобув дві перемоги, а у 1/8 фіналу програв Пітеру Макгрейлу (Англія).
На Олімпійських іграх 2020 програв у першому бою Нгуен Ван Дуонь (В'єтнам).
На чемпіонаті світу 2023 програв у другому бою Всеволоду Шумкову (Росія).